# Entognatha
Los entognatos (Entognatha) son una clase parafilética de artrópodos ametábolos que junto con los insectos constituyen los hexápodos.
Su aparato bucal es entognato, lo que significa que se retrae adentro de la cabeza. Son ápteros, es decir, carecen de alas. La clase contiene tres órdenes: colémbolos, dipluros y proturos. Estos tres grupos han sido históricamente unidos en el orden de los tisanuros para formar la clase de los apterigotos, pero se ha visto más tarde que las características parecidas de estos han evolucionado independientemente de las de los insectos e independientemente entre sí. Actualmente se considera que Entognatha es un grupo parafilético y no filogenético. Por tanto todos sus órdenes actualmente se consideran clases separadas.

## Filogenia
Los análisis moleculares han mostrado que sería parafilético con respecto a los insectos siendo Diplura su grupo hermano:
|  | Collembola |
|  |            |
|  | Protura    |
|  |            |

|  | Diplura |
|  |         |
|  | Insecta |
|  |         |

|  | Collembola |
|  |            |
|  | Protura    |
|  |            |

|  | Diplura |
|  |         |
|  | Insecta |
|  |         |